# La Dernière Danse d'une cheerleader
Pour plus de détails, voir Fiche technique et Distribution.
La Dernière Danse d'une cheerleader (titre original : Ruthless Renegade, aussi connu sous le titre The Pom Pom Murders) est un téléfilm américain réalisé par Tom Shell, sorti en 2020. Il met en vedettes dans les rôles principaux Anna Marie Dobbins, Tonya Kay et Joel Berti.

## Synopsis
Aubrey Anderson, une pom-pom girl, rejoint les cheerleaders des Renegades, une équipe de basket-ball de Los Angeles, et commence à sortir avec la star de l'équipe, Walter James. L'ex-petite amie de Wilson est retrouvée assassinée. Cela fait de Wilson le suspect numéro 1 pour la police, qui l'arrête. Bien décidée à l'innocenter, Aubrey se transforme en détective amateur afin de tenter de démasquer le véritable tueur

## Distribution
- Anna Marie Dobbins : Audrey Anderson
- Tonya Kay : Coach Cassie
- Joel Berti : Michael McConnell
- Jhey Castles : Nora McConnell
- Nancy Harding : Jessica Anderson
- Jon Schaefer : Walter James
- Emily Roslyn Villarreal : Mika
- Hannah Hueston : Jacquie
- Laith Wallschleger : George[1]
- Grace Patterson : Bailey West
- Lindsay Diann : Tracy
- Mary Simmons : la journaliste
- Alex Trewhitt : Cynthia
- Emary Simon : Patrice
- Pardis Saremi : la réceptionniste
- Ryan Gibson : Lou
- Alexandra Quint : Jodi
- Johnny Marques : le détective Logan Jameson
- Nick Ritacco : Freddie
- Jana Lipowski : Grace[3]
- Grace Bosley : juge[4].
- Monica Azcarate : GiGi
- Avery Austin : Reporter[5].